# Washington (Iowa)
Washington is een plaats (city) in de Amerikaanse staat Iowa, en valt bestuurlijk gezien onder Washington County.

## Demografie
Bij de volkstelling in 2000 werd het aantal inwoners vastgesteld op 7047.
In 2006 is het aantal inwoners door het United States Census Bureau geschat op 7244, een stijging van 197 (2,8%).

## Geografie
Volgens het United States Census Bureau beslaat de plaats een oppervlakte van
12,6 km², geheel bestaande uit land. Washington ligt op ongeveer 404 m boven zeeniveau.

## Plaatsen in de nabije omgeving
De onderstaande figuur toont nabijgelegen plaatsen in een straal van 20 km rond Washington.

## Geboren
- Owen Gingerich (1930–2023), astronoom en wetenschapshistoricus